# Catephia nigropicta
Catephia nigropicta är en fjärilsart som beskrevs av Saalmüller 1880. Catephia nigropicta ingår i släktet Catephia och familjen nattflyn. Inga underarter finns listade i Catalogue of Life.